# アモール・レアル
『アモール・レアル』（原題: AMOR REAL）は、メキシコのテレビドラマ。ラス・エストレージャスで2003年6月9日から10月17日まで放送された。

## 登場人物
マティルデ・ペーニャルブェル・ベリスタイン・デ・フエンテス・ゲーラ
演：アデラ・ノリエガ
マヌエル・フエンテス・ゲーラ
演：フェルナンド・コルンガ
アドルフオ・ソリス/フェリペ・サンタマリア
演：マウリシオ・イスラス
オーガスタ・クリエル・デ・ペーニャルブェルー・イ・ベリスタイン
演：ヘレナ・ロホ